# Ron Walker
Pour les articles homonymes, voir Walker.
Ronald Joseph Walker, dit Ron Walker, né le 15 septembre 1939 à Melbourne et mort le 30 janvier 2018, est un homme d'affaires australien et une personnalité politique du Parti libéral australien.

## Biographie
De 1974 à 1976, Ron Walker a été maire de la ville de Melbourne.
Il est connu pour avoir dirigé plusieurs instances organisatrices dans le monde du sport, dont Melbourne 2006, le comité organisateur des Jeux du Commonwealth de 2006, et l'Australian Grand Prix Corporation, société organisatrice du Grand Prix d'Australie de Formule 1.